# Биксеј (Об)
Биксеј (фр. Buxeuil) насеље је и општина у североисточној Француској у региону Шампањ-Арден, у департману Об која припада префектури Троа.
По подацима из 2011. године у општини је живело 142 становника, а густина насељености је износила 32,05 становника/km². Општина се простире на површини од 4,43 km². Налази се на средњој надморској висини од 167 метара.

## Демографија
| 1962. | 1968. | 1975. | 1982. | 1990. | 1999. | 2011. |
| ----- | ----- | ----- | ----- | ----- | ----- | ----- |
| 148   | 149   | 153   | 149   | 153   | 145   | 142   |

График промене броја становника у току последњих година